# Тюдів
Тю́дів — село в Україні, у Кутській селищній громаді Косівського району Івано-Франківської області. З 2020 року є Тюдівським старостинським округом Кутської селищної територіальної громади.

## Географія
Межує з селами Малий Рожин, Великий Рожин, Старі Кути та селищем. Кути Косівського району, через р. Черемош — з с. Міжброди Вижницького району Чернівецької області.
Висота над рівнем моря — 430 м. Відстань від Косова 15 км. 
Кутки: Доли́на, Підгора́, Ца́рина, За́їзд, Стінки́, Берег, Гавтин. 
Ліси мішані, займають 516 га, їх назви: Вільми, Погарці, Кругла, Діл, Сокільське. З південного заходу над селом підноситься хребет Сокільський (873 м), з північного заходу — Хоминський (Вітряні гори, 879 м).

## Транспортне сполучення
Село Тюдів має регулярне автобусне сполучення з містами Івано-Франківськ, Коломия, Косів, Чернівці, Вижниця, Путила. Відстань до найближчої залізничної станції Вижниця — 5 км.
Через село проходить автомобільна дорога регіонального значення Р 62 Чернівці — Криворівня та автомобільний шлях територіального значення Т 2601 Чернівці — Путила з можливістю доїзду до українсько-румунського кордону та міжнародних контрольно-пропускних пунктів Руська і Шепіт, які готуються до відкриття.

## Історія
Засноване в 1593 р. (за іншими даними 1560 р.).
З 1898 році в селі діяла читальня «Просвіти», заборонена в 1939 році.
На початку XX ст. в селі бували письменники Юліан Опільський, дядько якого був тут священиком, та Богдан Лепкий (залишив опис «На Сокільськім», 1900 р.). Сокільська скеля знайшла відображення в творах Юрія Федьковича, Сидіра Воробкевича, Івана Франка та ін.
У 1940-х — 1950-х роках у Тюдові відбулося багато трагічних подій. Безслідно загинули в радянських тюрмах Ф. Воротняк, Л. Воротняк, М. Дарійчук, забрані енкаведистами в січні 1941 р. Чотирьох тюдівчан розстріляло в 1942—1943 рр. гестапо (В. Гурея, Ю. Яремчука, Д. Марчука, Ф. Миронюка).
У боях з німецькими загарбниками та радянськими карателями полягли 37 вояків УПА з Тюдова. Застрелився оточений енкаведистами повстанець М. Додяк (12 вересня 1946 р.). 19 жовтня 1950 р. стрілець кущової боївки Ф. Бельмега, схоплений енкаведистами, кинувся зі скелі Сокільської і загинув. У грудні 1951 року біля села Шепіт у гарячій сутичці з опергрупою МГБ геройськи загинули «Ліс» — Дмитро Івасюк та «Чуприна» — Василь Довганюк. 7 жителів Тюдова загинули у радянських в'язницях та концтаборах. За неповними даними, радянською владою було репресовано близько 80 тюдівців.
11 листопада 1990 р., на заміну найдавнішого у світі (встановленого у 1862 році) і знищеного у роки Другої світової війни пам'ятника Т. Г. Шевченкові під Сокільським, урочисто відкрито новий пам'ятник Т. Г. Шевченкові (скульптори батько і син Одрехівські).

## Населення

### Мова
Розподіл населення за рідною мовою за даними перепису 2001 року:
| Мова       | Кількість | Відсоток |
| ---------- | --------- | -------- |
| українська | 2026      | 99.75%   |
| угорська   | 3         | 0.15%    |
| російська  | 2         | 0.10%    |
| Усього     | 2031      | 100%     |

## Релігія
У селі є дві релігійні громади — Православної церкви України та Української греко-католицької церкви. Храмові свята: Різдво Пресвятої Богородиці 21 вересня та 4 грудня Введення в Храм Пресвятої Діви Марії. Парох церкви Різдва Пресвятої Богородиці (УГКЦ) — .

## Інфраструктура
У 2014 році в селі встановили сонячну електростанцію потужністю 1,92 кВт·год. та реконструювали вуличне освітлення протяжністю 3 км — 37 стовпів та 34 ліхтарі. Згідно з даними на 20 квітня 2015 року, сільська сонячна електростанція виробила 576 кВт·год.

## Пам'ятка природи
- Сокільська скеля над Черемошем.

## Відомі люди
- Максим Додяк — відомий дудар, «гуцул-самоук»;

- Василь Яремчук — лицар Бронзового хреста бойової заслуги УПА;

- Петро Дудєк (1882—1958) — учитель, збирач гуцульського фольклору, етнографії, творів мистецтва;

- Володимир Тріщук (1944 р.) — письменник-гуморист;

- Голянич Марія Іванівна (25. 01.1951) — мовознавець, доктор філологічних наук, професор кафедри української мови Прикарпатського національного університету імені Василя Стефаника.